# Дургена
Дургена (груз. დურღენა) — село в Грузії.
За даними перепису населення 2014 року в селі проживає 700 особи.